# Cathédrale de Savonlinna
La cathédrale de Savonlinna (en finnois : Savonlinnan tuomiokirkko) est l'église principale de Savonlinna en Finlande. 

## Histoire

### La première cathédrale
En 1850 le gouverneur Alexander Adam Thesleff ordonne la construction d'un église à Savonniemi. La cathédrale est conçue par Axel Hampus Dalström et construite entre 1874 et 1878 dans un style néogothique par des maçons venus de Saint-Pétersbourg et des charpentiers de Viipuri. L'église est mise en service le 2 février 1879. En 1896 le nouveau diocèse de Savonlinna est fondé et l'église devient une cathédrale et son premier évêque est Gustaf Johansson. En 1925 la chaire de l’évêque est transférée à Viipuri, cependant l'église garde l’appellation de cathédrale.
La première cathédrale utilise beaucoup le bois et les sculptures sur bois. La chaire est au milieu des bancs à côté du premier pilier. Le haut retable néogothique peint par Aleksandra Såltin  représente la Transfiguration du Christ.

### La seconde cathédrale
À la fin de la Guerre d'hiver, le 1er mars 1940, l'église est presque entièrement détruite lors des bombardements de la ville. Elle est reconstruite en 1947-1948 selon les plans de Bertel Karl Liljequist, avec un style moins néogothique. La cathédrale est rebaptisée le 4 décembre 1949, elle peut accueillir 1000 personnes et elle a 51 mètres de hauteur.
Le triptyque de l'autel est peint par Paavo Leinonen et la fresque du plafond est peinte par Antti Salmenlinna.

### Rénovation de 1990-1991
La cathédrale est restaurée en 1990-1991 par l'architecte d'intérieur Ansu Åström. Au fond de l'autel, le vitrail  représentant Les quatre fleuves du Paradis est peint par Lauri Ahlgrén,. 
Lors de la restauration on achète un orgue à 45 jeux de style baroque de la fabrique d'orgues Martti Porthan.

## Galerie

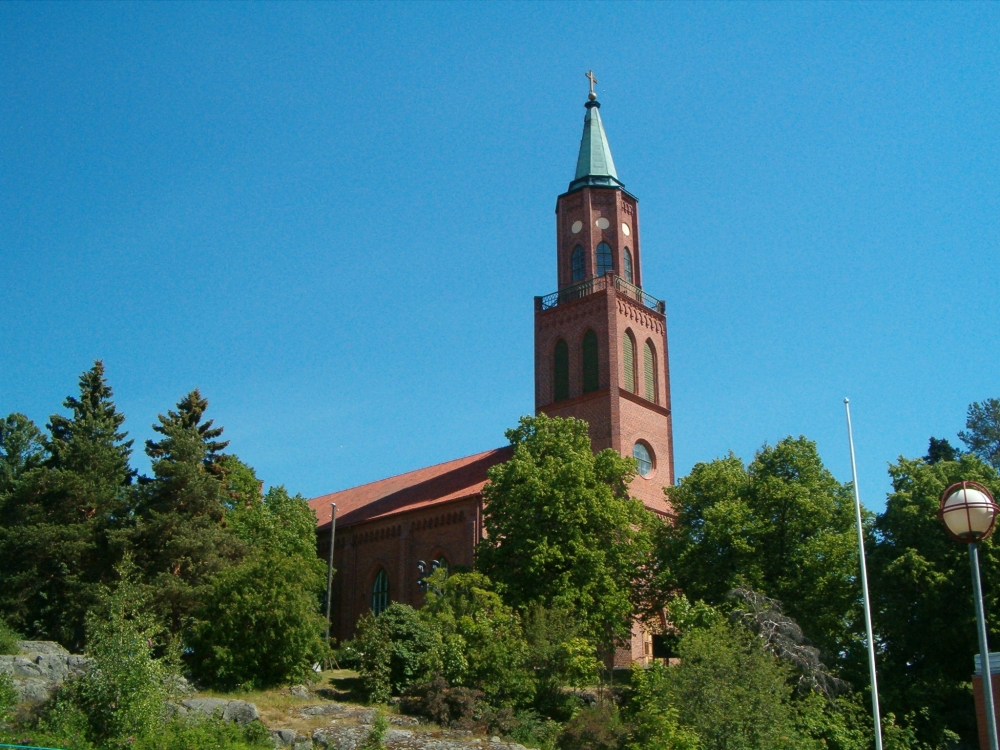
La colline de la cathédrale.
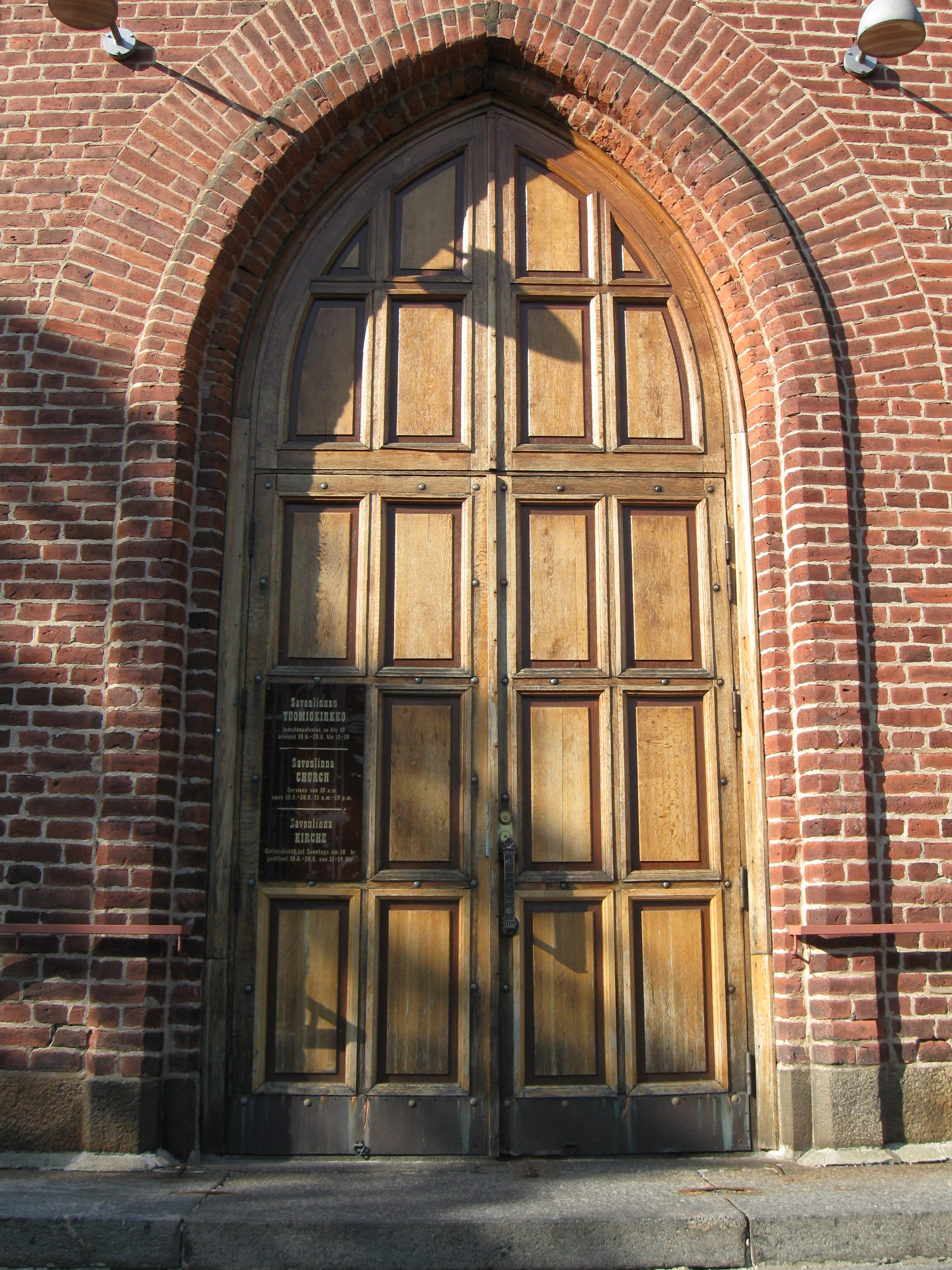
Le portail d'entrée.
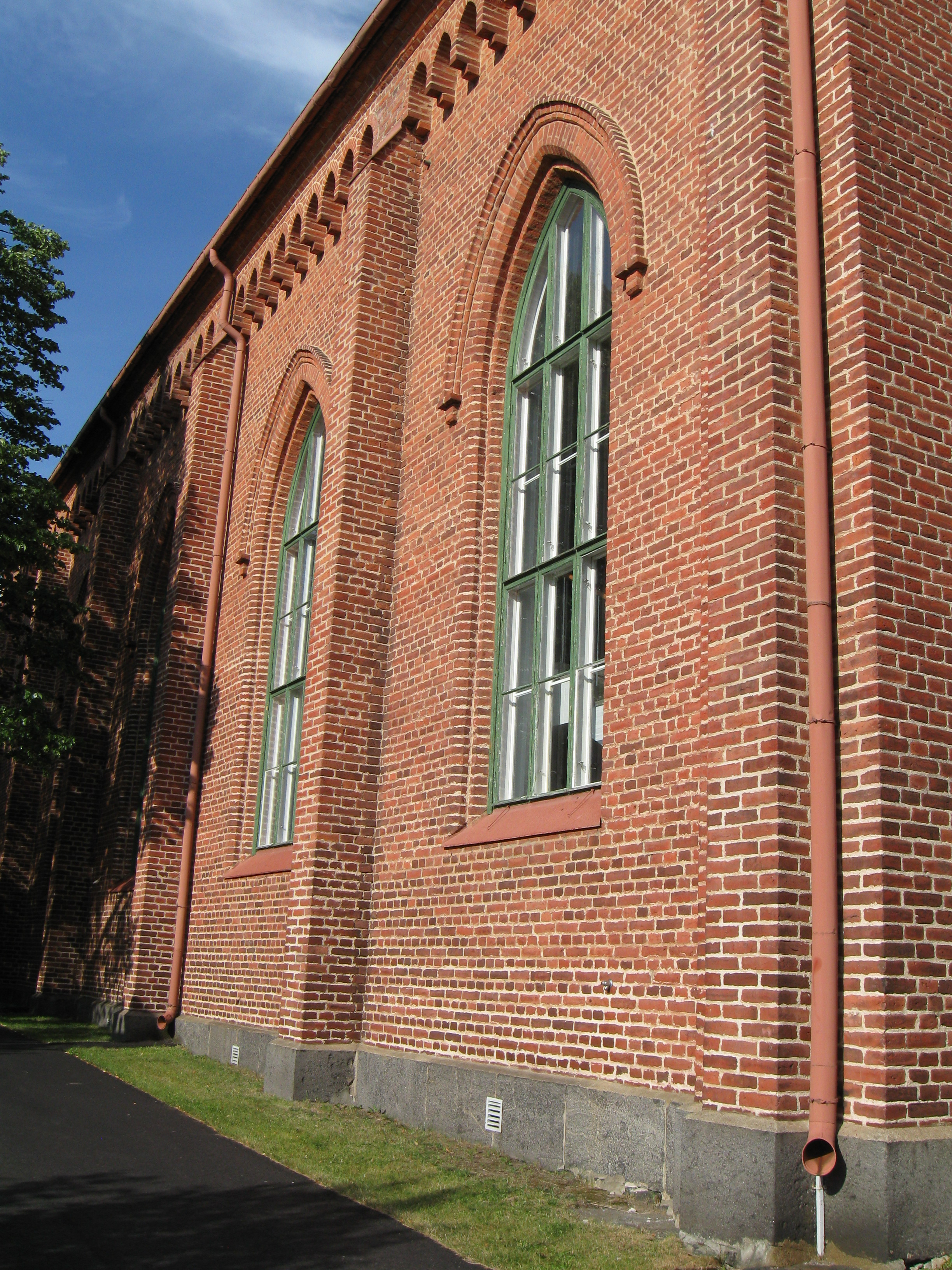
Murs extérieurs.
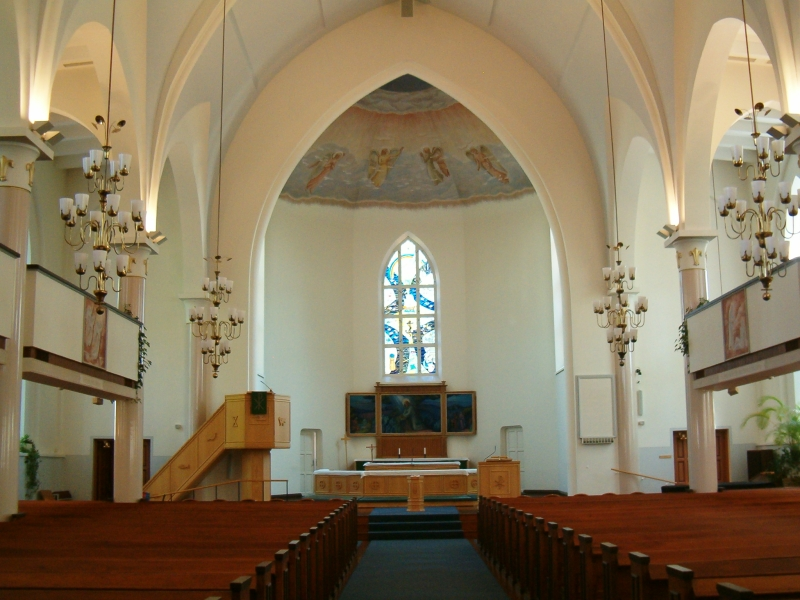
Vue de l'autel.